# John Martin (cantante)
John Martin Lindström (Stoccolma, 22 agosto 1980) è un cantautore svedese.
È conosciuto principalmente per le collaborazioni con gli Swedish House Mafia nei singoli Save the World e Don't You Worry Child, per la collaborazione con Martin Garrix nel singolo Higher Ground  e per i suoi singoli da solista Anywhere For You e Love Louder. 
Dal 2018, insieme al collega Michel Zitron, fa parte del duo dance Vcation.

## Biografia
Cresce nella periferia meridionale di Stoccolma insieme ai genitori e a suo fratello maggiore. Suo padre incoraggia i figli a praticare sport motoristici ma Martin e il fratello si dedicano invece alla musica. A 13 anni Martin compra una chitarra e forma una band iniziando a suonare cover dei Nirvana. Martin cominciò a cantare a 15 anni quando il cantante della band abbandonò il gruppo prima di uno spettacolo e decise che gli piaceva. Si è esibito in vari locali musicali di Stoccolma.

## Carriera musicale

### 2010-2013: svolta con gli Swedish House Mafia
Nel 2010 Martin fu scoperto da Axwell, membro degli Swedish House Mafia e nel 2011 co-scrive e registra come cantante il singolo Save the World, che ha raggiunto posizione numero 10 della Official Singles Chart britannica e la vetta della Dance Club Songs stilata da Billboard. Nel 2012 collabora con Avicii, co-scrivendo il singolo Fade into Darkness, e nello stesso anno torna a collaborare con gli Swedish House Mafia per la realizzazione del singolo Don't You Worry Child, che ha segnato la prima numero uno del cantante nel Regno Unito. Inoltre riesce a far entrare Martin e il trio di DJ nella Billboard Hot 100, precisamente alla posizione numero 6.
Nel 2013 Martin e gli Swedish House Mafia sono stati nominati ai Grammy Awards 2013 nella categoria miglior brano dance per Don't You Worry Child. Il 2013 lo ha visto anche registrare la voce per il singolo di Sebastian Ingrosso e Tommy Trash "Reload". Inoltre registra un featuring con Tinie Tempah nel singolo Children of the Sun, pezzo ancora una volta co-scritto da Martin. La sua voce è stata preferita a quella del cantante canadese Trevor Guthrie perché considerata più forte.

### 2014-2015: Debutto come artista principale
Il 30 marzo 2014 Martin pubblicò il suo primo singolo solista di debutto, "Anywhere For You". La canzone diventò una delle prime 10 hits del Regno Unito e fu certificata disco di platino in Svezia. Il secondo singolo di Martin, "Love Louder", fu presentato in anteprima nell'estate dello stesso anno. La traccia, originariamente pensata per l'album Listen di David Guetta, fu invece pubblicata il 1 settembre accreditata come Love Louder (Style of Eye Remix).
Nel 2015 Martin è la voce non accreditata della traccia "My Blood" nell'album Forever del DJ svedese Alesso. Nel medesimo anno co-scrive il singolo "Together" della cantante Ella Eyre, contenuto nell'album Feline. Nel 2016 co-scrive e canta il singolo Now That I've Found You di Martin Garrix con la collaborazione del collega Michel Zitron.

### Anni duemilaventi
Nel 2020 collabora ancora con Martin Garrix co-scrivendo e registrando la voce nel pezzo Higher Ground, arrivato alla posizione numero 11 della Hot Dance/Electronic Songs di Billboard.
Lo stesso anno esce il suo singolo "Cry" in collaborazione col Dj statunitense Gryffin.
Nel 2021 esce il suo singolo Wherever You Go in collaborazione col DJ brasiliano Alok.

### Vcation
Il 27 luglio 2018 John Martin e il Dj e produttore svedese Michel Zitron lanciano un nuovo progetto musicale chiamato "Vcation". Il singolo di debutto del duo è stato "Lay Low". Il 21 settembre pubblicano il loro secondo singolo "When We Went Gold". Nel 2019 il duo pubblica il singolo "Whiskey and Cola".

## Discografia

### Artista principale
- 2014 - "Anywhere For You"
- 2014 - "Love Louder" (Style of Eye Remix)
- 2020 - "Cry" feat. Gryffin
- 2021 - "Wherever You Go" feat. Alok

### Collaborazioni
- 2011 - "Save the World" (Swedish House Mafia)
- 2012 - "Don't You Worry Child (Swedish House Mafia)
- 2013 - "Reload" (Sebastian Ingrosso & Tommy Trash)
- 2013 - "Children Of The Sun" (Tinie Tempah)
- 2016 - "Now That I've Found You" (Martin Garrix & Michel Zitron)
- 2020 - "Higher Ground" (Martin Garrix)
- 2021 - "Impossible" (David Guetta & Morten)
- 2021 - "Won't Let You Go" (Martin Garrix & Matisse & Sadko)

### Come Vcation
- 2018 - "Lay Low"
- 2018 - "When We Went Gold"
- 2019 - "Whiskey And Cola"